# Chapelle Notre-Dame de Grâce
De Chapelle Notre-Dame de Grâce (Onze-Lieve-Vrouw van Genadekapel) is een modernistische mariakapel in het gehucht Renaumont van de Belgische gemeente Bertrix. De kapel is sinds 2017 beschermd als monument.

## Geschiedenis
De kapel werd gebouwd in 1950 op initiatief van kanunnik André Lanotte uit dankbaarheid dat Bertrix grotendeels ongeschonden uit de Tweede Wereldoorlog was gekomen. Daarom liet hij vier mariakapellen bouwen in de vier hoeken van grondgebied van Bertrix. De Chapelle Notre-Dame de Grâce en de andere drie kapellen werd op 16 oktober 2017, samen met hun omgeving, beschermd als édifices et oeuvres d'art door de Franse Gemeenschap. De bescherming heeft met name betrekking op het gebouw, het hekwerk en de bronzen engelenbeelden.

## Beschrijving
De Chapelle Notre-Dame de Grâce staat in het gehucht Renaumont in een bosje te midden van een weiland, ten westen van Bertrix. Ze werd ontworpen door de Belgische architect Jacques Dupuis (1914-1984). Hij liet zich inspireren door de romaanse architectuur. De kapel bestaat uit natuursteen met elementen uit gewapend beton. De witgeverfde kapel heeft de vorm van een hoefijzer, het symbool van Bertrix. Achteraan bevindt zich een rond venster waarvoor binnenin het altaar en een mariabeeld zijn geplaatst. Het beeld wordt zo langs achter belicht. Onderaan het Mariabeeld is een bronzen beeldhouwwerk van engelen, ontworpen door Dupuis. De kapel wordt afgeschermd door een metalen hekwerk.